# Roy Matsumoto
Roy Matsumoto (ur. 1 maja 1913, zm. 21 kwietnia 2014) – amerykański żołnierz.

## Życiorys
Roy Matsumoto urodził się 1 maja 1913 roku w Lagunie w Kalifornii. Kiedy miał 8 lat rodzice wysłali go do dziadków przebywających w Japonii. W 1930 powrócił do Kalifornii; od 1933 uczęszczał do Long Beach Polytechnic High School. Podczas II wojny światowej był internowany wraz z Amerykanami pochodzenia japońskiego w obozie, w miejscowości Jerome w Arkansas. W 1942 roku zgłosił się na ochotnika do armii Stanów Zjednoczonych. Służył jako tłumacz języka japońskiego. Został odznaczony Brązową Gwiazdą i Legią Zasługi. W 2011 roku otrzymał Złoty Medal Kongresu.